# Ненсі Фрейзер
Ненсі Фрейзер (англ. Nancy Fraser; нар. 20 травня 1947) — американська феміністка, теоретик, професор політичних і соціальних наук і професор філософії в Новій школі (Нью-Йорк). Широко відома своєю критикою політики ідентичності та філософською працею про поняття справедливості, затятою критикою сучасного ліберального фемінізму і його відмовою від соціальної справедливості. Має почесні докторські ступені з чотирьох університетах у трьох країнах, виграла у 2010 році премію Альфреда Шюца з соціальної філософії від Американської філософської асоціації.

## Освіта і професійна діяльність
Отримала ступінь бакалавра з філософії у Брін Маур в 1969 році, докторський ступінь з філософії в CUNY Graduate Center в 1980 році. Викладала на факультеті філософії Північно-Західного університету протягом багатьох років, перш ніж перейти в «Нову школу», була запрошеною професоркою в університетах Німеччини, Франції, Іспанії і Нідерландів. Колишня співредакторка журналу «Constellations» — міжнародного журналу критичної та демократичної теорії, де вона залишається активним членом редакційної ради. Була запрошеною читати лекції у Стенфордському та Амстердамському університетах.

## Дослідження
Фрейзер  висвітлила широке коло питань, але в першу чергу вона відома завдяки своїй праці над філософськими концепціями справедливості і несправедливості . Вона стверджує, що справедливість можна розуміти у двох окремих, але взаємопов'язаних напрямах: справедливість розподілу (з точки зору більш справедливого розподілу ресурсів) і справедливість визнання (рівне визнання різних ідентичностей/груп у суспільстві). Тому існують дві відповідні форми несправедливості: нерівномірний розподіл та невизнання.
Ненсі Фрейзер стверджує, що багато рухів за соціальну справедливість 1960-х і 1970-х років  виступали за справедливе визнання на основі раси, статі, сексуальності або етнічної приналежності, а також, що посилене бажання виправити проблему невизнання   затьмарила важливість постійної проблеми з несправедливим розподілом. Іншими словами, вона вважає, що занадто висока концентрація на політиці ідентичності відволікає увагу від згубних наслідків неоліберального капіталізму і постійно зростаючої економічної нерівності, що характеризує більшість сучасних суспільств.

У більш пізніх роботах Фрейзер йде ще далі, пов'язуючи вузьку спрямованість політики ідентичності зі зростаючим розривом між багатими і бідними, особливо у зв'язку з ліберальним фемінізмом, який дослідниця називає «рукотворенням» капіталізму. Роздумуючи над книгою Шеріл Сандберг «Включайся», Фрейзер пояснює: 
«Для мене фемінізм — не лише питання досяжності для певної кількості жінок влади та привілеїв у рамках наявних соціальних ієрархій. Це більшою мірою питання подолання цих ієрархій. Для цього слід критично оцінити й послабити структурні ресурси гендерного домінування в капіталістичному суспільстві — насамперед інституціалізований поділ на два надумано різні види діяльності: з одного боку, так звану „продуктивну“ працю, яка історично асоціюється з чоловіками та винагороджується заробітною платою; з другого боку, репродуктивну працю, яка здебільшого не оплачується і яку досі виконують переважно жінки. На мою думку, цей гендерований ієрархічний поділ між „продукцією“ та „відтворенням“ є визначальною структурою капіталістичного суспільства та джерелом гендерних асиметрій, які глибоко в ньому закладено. Не може відбутись жодна „емансипація жінок“, доки ця структура лишається непорушною».
У роботі 1989 року «Боротьба за потреби: нарис соціал-феміністської критичної теорії політичної культури пізнього капіталізму» (Struggle over Needs: Outline of a Socialist-Feminist Critical Theory of Late-Capitalist Political Culture Фрейзер вперше пропонує теоретичні перспективи в горизонті другої хвилі фемінізму, що може забезпечити найбільш точний діагноз післявоєнних капіталістичних товариств. У ній вона розглядає питання про те, яким чином в «пізньокапіталістичному» суспільствах визначається, на які бажання необхідно звертати увагу, які суспільні потреби держава зобов'язана задовольняти. Її відповідь являє собою трехчастную модель, перша складова якої включає «соціокультурні засоби інтерпретації та комунікації», або, іншими словами, особливий набір інтерпретатівних ресурсів, за допомогою яких в тому або іншому суспільстві формуються певні вимоги, а також демонструється їх легітимність. Передбачається, що дана модель дозволить виявляти в суспільстві кордону між політичним, економічним і побутовим вимірами життя. Нарешті, ця модель являє потреби як територію боротьби за ці заходи; тим самим, економічні та побутові відносини влади завжди будуть спрацьовувати на те, щоб утримати потреби від перетину економічних та / або побутових кордонів і, отже, від набуття ними політичних вимірів. Звідси виникає твердження, що побутове насильство є особистою проблемою дружини і чоловіка, а турбота про дітей — економічною проблемою працівника і роботодавця. Навіть коли активісти процвітають у відновленні кордонів між політичним, економічним і побутовим вимірами життя — наприклад у формі закону проти домашнього насильства — такі заходи можуть бути в певному сенсі зняті. Ми можемо патологізіровать домашніх насильників і їх жертв, звівши їх статус до об'єкта терапії, а не кримінального судочинства.
В статті «Фемінізм в епоху визнання: двомірний підхід до гендерної справедливості» (Feminist Politics in the Age of Recognition: A Two-Dimensional Approach to Gender Justice) вона виступає за двомірну концепцію гендеру. Гендер впорядковує статусну ієрархію, яка пронизує популярну культуру і щоденні взаємодії, згідно з тим, що Фрейзер називає «андроцентричними ціннісними установками». Ці установки виявляють невизнання (misrecognition) і є джерелом опозиційної боротьби за визнання (recognition), яка розгортається в сфері культури. Але гендер також структурує поділ між оплачуваною продуктивної і безкоштовної домашньою роботою, а в рамках оплачуваної продуктивної роботи наказує також і поділ між високооплачуваними продуктивними і професійними професіями і низькооплачуваними професіями «рожевих комірців». Ці поділи виявляють розподільні нерівності в економічній сфері. Причини нерозуміння не можуть бути усунені зі структури нерівномірного розподілу, і навпаки. Адекватна феміністська теорія, пише Фрейзер, повинна дозволяти існувати двом незалежним аналітичним перспективам, щоб впоратися з проблемами перерозподілу і визнання. Але яким чином? Тут Фрезер звертається до принципу, який вона визначає як «рівних можливостей участі». Справедливе суспільство, каже вона, — це те суспільство, в якому всі його члени можуть брати в рівній мірі участь у соціальному житті. Рівних можливостей участі вимагає соціальної політики, яка визнає легітимність вимог визнання без збільшення економічної нерівності; за допомогою такої, з іншого боку, можливо досягати чесного розподілу ресурсів без збільшення проблем в області зізнань статусів. Візьмемо, наприклад, політику перерозподілу, націлену на зниження рівня бідності жінок. Тією ж мірою, в якій вона стигматизує певних жінок як непродуктивних welfare mothers, матерів, що живуть на допомогу, і протиставляє їх працьовитим платникам податків, ця політика паразитує на проблемах статусного невизнання. Навпаки, політика, що обмежує певні види секс-індустрії, може підвищити статус жінок за рахунок економічного добробуту самих працівників цієї сфери. В результаті, каже Фрейзер, виникає потреба в подвійному слогані: немає перерозподілу без визнання і немає визнання без перерозподілу. Щоб не виникло статусних проблем, економічна підтримка незаможних жінок повинна проводитися «на нейтральній основі», такий як страховка по безробіттю. Боротьба з приниженням жінок повинна вестися за допомогою освітніх засобів, не на шкоду матеріальним засобам для існування.
У есе « Фемінізм, капіталізм і підступність історії» дослідниця зазначала, що загалом, фемінізм другої хвилі взяв на себе проект політичної трансформації, що мав в основі розширене розуміння несправедливості і систематичну критику капіталістичного суспільства. Передові течії цього руху сприймали свою боротьбу багатовимірно — як спрямовану одночасно проти економічної експлуатації, статусної ієрархії та політичного підпорядкування. Щобільше, фемінізм видавався їм частиною ширшого емансипативного проекту, в якому боротьба проти гендерної несправедливості була неодмінно пов'язана з боротьбою проти расизму, імперіалізму, гомофобії та класового панування — і все це вимагало трансформації глибинних структур капіталістичного суспільства. А також, що доля фемінізму в неоліберальну епоху парадоксальна. З одного боку, порівняно дрібний контркультурний рух попереднього періоду зростав у геометричній прогресії й успішно поширював свої ідеї по всьому світу. З іншого ж боку, феміністичні ідеї зазнали ледве вловимого зсуву валентності у новому контексті.

## Книги

### Долі фемінізму
«Долі фемінізму: від державно-керованого капіталізму до неоліберальної кризи» — це збірка нарисів, написаних з 1985 по 2010 рр. , спрямованих на розчленовування «драми в трьох діях», що, на думку авторки, є ниткою фемінізму другої хвилі.  Глава перша представляє момент, коли феміністський рух приєднався до радикальних рухів, щоб перетворити суспільство через розкриття гендерної несправедливості і андроцентризму капіталізму, а другий — Фрейзер із жалем висвітлює перехід від перерозподілу до визнання, відмінності і переходу до політики ідентичності та визначає це, як ризик підтримати неолібералізм через спроби побудувати суспільство вільного ринку. Передбачаючи акт три як відродження руху, Фрейзер виступає за активізацію феміністського радикалізму, здатного вирішити глобальну економічну кризу. Фемінізм повинен бути силою, що діє узгоджено з іншими егалітарними рухами в боротьбі за демократичний контроль економіки, будуючи на основі далекоглядного потенціалу попередніх хвиль звільнення жінок.
Ця праця вважається важливим внеском у розбудову та становлення сучасної думки про фемінізм, як явище, оскільки забезпечує чітку структуру для переосмислення питань, пов'язаних з трудовою, емансипованою, ідентифікаційною та правовою претензіями в основі політичних вимог до справедливості в сучасному контексті неолібералізму. Використання дослідницею теоретичних схем критикувалося, як щось дуже заплутане та незрозуміле, а саме незрозуміло, чому існують три типи дискурсів, чотири регістри залежності або сім принципів гендерної справедливості. М. М. Мітчелл пише: «Ця складність викликана завдяки її схильності використовувати різноманітні терміни, які найкраще пояснюють в короткій формі процеси інституціоналізованого гноблення. Тому це часом порушує системну якість і послідовність її теоретичних категорій».
Першим есе в «Долі фемінізму» (Fortunes of Feminism) є стаття 1985 «Що критичного в критичній теорії: Хабермас і гендер». Тут Фрейзер вивчає подвійну аналітичну перспективу, яку Юрген Хабермас, найбільш відомий представник другого покоління Франкфуртської школи, використовує для пояснення найнапруженіших ситуацій, характерних для післявоєнних капіталістичних товариств.

### Непорушені практики
«Непорушені практики: влада, дискурс і гендер в сучасній соціальній теорії» — це колекція есе, написаних між 1980 і 1989 роками. У книзі розглядаються теорії та джерела влади за Фуко, політика французької деконструкції та Річарда Рорті, політика ґендерності за Хабермасом, а також інтерпретації політики потреби в двох заключних есе, які окреслюють її власну позицію в сучасній соціалістично-феміністичній критичній теорії. Сучасники, такі як Дуглас Келлнер, хвалили праці Фрейзер, як «приправлені соціальною надією», а також за ефективний синтез феміністської діяльності з політичним та соціальним прогресом, що з кількома формами сучасного та постмодерного соціального скептицизму. Проте, інші критикували її мету — «надавати велику діагностичну картину, необхідну для орієнтації теперішньої політичної практики» соціалістичного фемінізму за те, що вона була надто амбіційною і, зрештою, занадто вузькою. Патрісія С. Манн, наприклад, узагальнює підводні камені тексту наступним чином: «Бажаю, щоб Фрейзер зосередила увагу на залученні ресурсів аналітичної філософії. Це правда, що аналітичні філософи повертаються до Іммануїла Канта і Джеремі Бентама за їхні парадигми аналітичної філософії. Філософія, не порушена цими уявленнями про соціальні конституції індивідів або ірраціональністю індивідуального мислення».

### Переклади українською
- Фемінізм, капіталізм і підступність історії // Спільне, 21.10.2013
- Після сімейної зарплати: гендерна рівність і соціальна держава // Політична критика, 31.01.2015
- Фемінізм, коли «включитися» означає «включитися за рахунок інших» // Спільне, 3.11.2015
- Ненсі Фрейзер: «Нам потрібна політика розколу!» // Спільне, 23 липня 2019.